# Моктесума де Орисаба
«Моктесу́ма де Ориса́ба» (исп. Unión Deportiva Moctezuma de Orizaba) — бывший мексиканский футбольный клуб из города Орисаба, штата Веракрус.

## История
Клуб зародился в 1932 году, когда работники пивоваренного завода «Cervecería Moctezuma» решили организовать свою футбольную команду для игры в свободное время. Идею поддержал владелец пивоварни и выступил спонсором спортивного сообщества (unión deportiva), названного клубом «Моктесума де Орисаба», в честь названия компании.
«Моктесума» приобрела известность в 1940 году, став первой командой из штата Веракрус и всего восточного побережья, принятой в любительский чемпионат Мексики, в который до этого входили лишь команды из окрестностей столичного Мехико.
С переходом соревнования на профессиональную основу в 1943 году, клуб продолжал участвовать в высшей лиге. В первом профессиональном сезоне 1943/44, «Моктесума из Орисабы», наряду с «Астуриас», стали клубами с наибольшим количеством иностранных игроков в основном составе (девять зарубежных, два местных).
Хотя «Моктесуме» ни разу не довелось выйти в финал лиги (трижды клуб занимал третью позицию в 1941/42, 1943/44 и 1944/45), «команда пивоваров» достигла определённого успеха. Клуб дважды стал обладателем Кубка Мексики (1942/43, 1946/47), а в 1947 выиграл звание «чемпиона чемпионов», завоевав трофей Чемпион чемпионов страны.
В 1950 году, в связи с разногласиями с федерацией, «Моктесума де Орисаба», наряду с клубами «Астуриас» и «Реал Эспанья» заявили о завершении выступления в лиге и прекратили деятельность.

### Стадион
Домашним полем команды «Моктесума де Орисаба» являлся стадион (эстадио) Моктесума. «Эстадио Моктесума» больше не существует; на его месте теперь расположены склады разросшейся с тех времён пивоваренной компании, ныне известной под названием Cervecería Cuauhtémoc Moctezuma.

## Титулы
- Обладатель Кубка Мексики (2): 1942/43, 1946/47
- Обладатель трофея Чемпион чемпионов Мексики (1): 1947